# 阿南市立新野東小学校
阿南市立 新野東小学校（あなんしりつ あらたのひがししょうがっこう）は、徳島県阿南市新野町是国にある公立小学校である。

## 基礎データ
全校生徒数
- 28人[1]

## 沿革
- 1874年（明治7年） - 廿枝小学校として開校。
- 1886年（明治19年） - 豊田尋常小学校に統合される。
- 1888年（明治21年） - 豊田尋常小学校廿枝分教場と改称。
- 1892年（明治25年） - 新野東尋常小学校と改称。
- 1910年（明治43年） - 現在地へ移転。
- 1924年（大正13年） - この年から2年間、新野東実業補習学校を併設。
- 1931年（昭和6年） - 新野町立新野尋常高等小学校東分教場と改称。
- 1934年（昭和9年） - 再び新野東尋常小学校と改称。
- 1941年（昭和16年）4月1日 - 新野東国民学校と改称。
- 1945年（昭和20年） - 防空壕を3ヶ所設置。
- 1947年（昭和22年）4月1日 - 新野町立新野東小学校と改称。
- 1951年（昭和26年） - 校歌制定。
- 1953年（昭和28年） - 2階建北校舎が落成。
- 1955年（昭和30年）3月26日 - 那賀郡新野町が町村合併したのに伴い、橘町立新野東小学校と改称。
- 1957年（昭和32年） - 校章制定。
- 1958年（昭和33年）5月1日 - 那賀郡橘町が同郡富岡町と合併・市制施行したのに伴い、阿南市立新野東小学校と改称。
- 1962年（昭和37年） - 校旗制定。
- 1957年（昭和56年） - 新校舎が落成。
- 1989年（平成元年） - 体育館が落成。
- 2007年（平成19年） - プールが完成。

## 通学区域
- 阿南市
  - 新野町（一部）[2]

卒業生は基本的に阿南市立新野中学校へ進学する。

## 周辺
- 徳島県立阿南光高等学校新野キャンパス（旧徳島県立新野高等学校）
- 花坂簡易郵便局
- 徳島県道35号阿南相生線
- 廿枝川

## アクセス
- JR牟岐線新野駅から南東へ400m。
- 徳島バス阿南北廿枝にて下車。
- 徳島県道24号羽ノ浦福井線沿い。

## 通学区域が隣接している学校
- 阿南市立新野小学校
- 阿南市立福井小学校
- 阿南市立橘小学校
- 阿南市立桑野小学校